# Tomáš Jech
Tomáš Jech, Thomas Jech (ur. 19 stycznia 1944 w Pradze) – czeski matematyk specjalizujący się w teorii mnogości. Autor ponad 115 publikacji naukowych (stan na sierpień 2010). W 1968 r. wyjechał do USA. W latach 1974–2000 był profesorem na Uniwersytecie Stanu Pensylwania, po czym przeszedł na emeryturę. W latach 2000–2009 pracował w Instytucie Matematycznym Czeskiej Akademii Nauk w Pradze.

## Książki
- Lectures in set theory, Springer-Verlag Lecture Notes in Mathematics 217 (1971) (ISBN 978-3-540-05564-8)
- The axiom of choice, North-Holland 1973 (Dover paperback edition ISBN 978-0-486-46624-8)
- (wspólnie z K. Hrbáčkiem) Introduction to set theory, Marcel Dekker, 3rd edition 1999 (ISBN 978-0-8247-7915-3)
- Multiple forcing, Cambridge University Press 1986 (ISBN 978-0-521-26659-8)
- Set Theory, 3rd millennium ed., 2003, Springer Monographs in Mathematics, Springer, ISBN 3-540-44085-2